# Simon Duiker

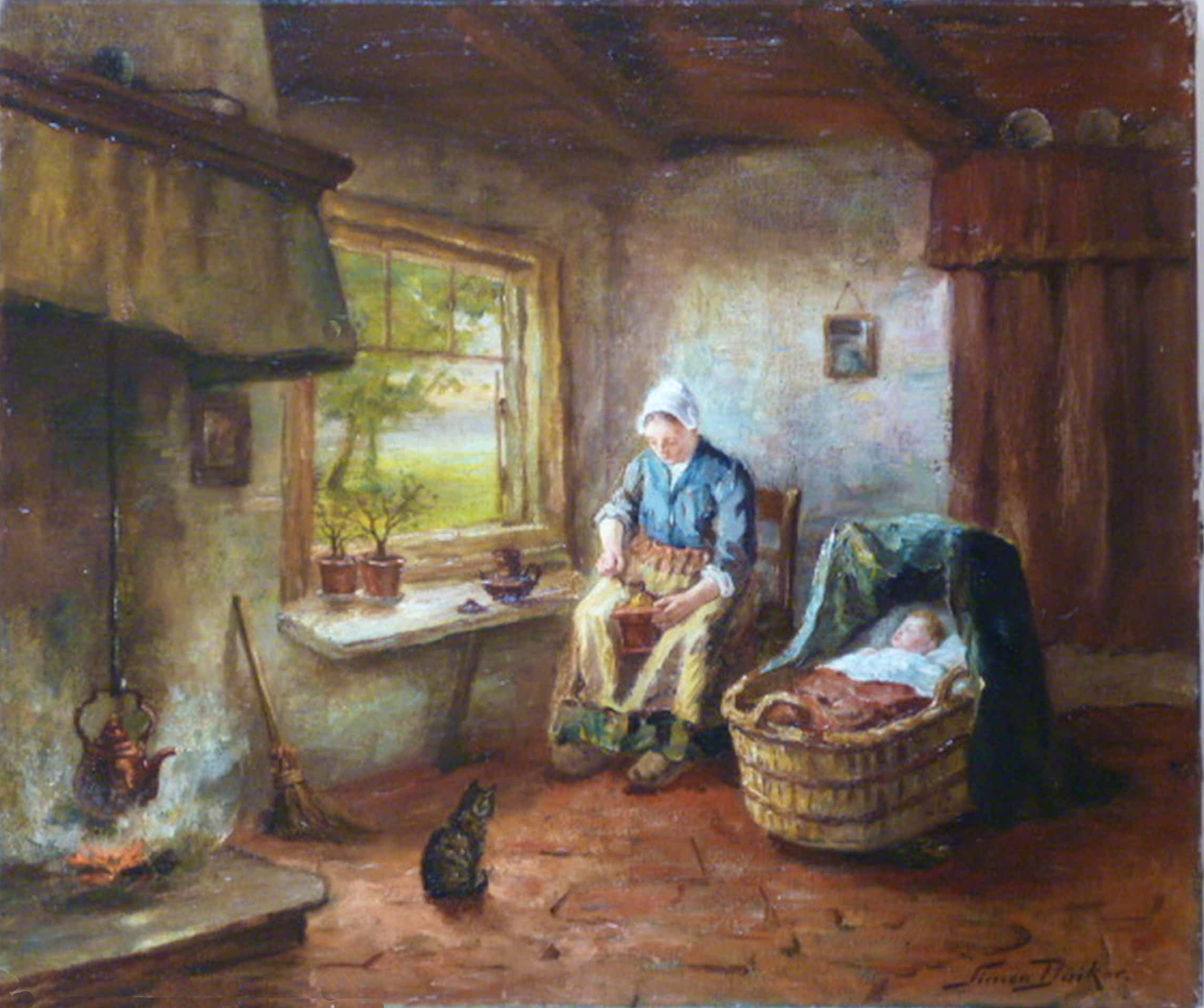
Bauernstube

Simon Liekele Eeltje Duiker (* 16. April 1874 in Amsterdam; † 6. März 1941 ebenda) war ein niederländischer Genremaler.
Duiker studierte an der Rijksakademie van beeldende kunsten in Amsterdam und arbeitete zeitlebens in und um seine Heimatstadt. Seine Werke wurden von Jan Steen (1626–1679) und Jan Vermeer (1632–1675) beeinflusst. 
Er war einer der letzten Künstler einer bedeutenden Generation niederländischer Genremaler, die in der Tradition der zweiten Generation der Larener Schule arbeiteten. In seinen Interieurs stellte er hauptsächlich Männer und Frauen dar, die in ihren Häusern ihre tägliche Beschäftigung verrichteten.
Duiker malte auch viele Porträts, meist von Menschen aus dem niederländischen Bauern- und Bürgertum.
Am 19. Januar 1898 heiratete er in Haarlem Johanna Christina Pruis.

Das Ehepaar bekam zwei Kinder:
- Simon Olfinus Liekele Duiker (1899–1985)
- Johanna Christina Geertruida Duiker (1905–1963)